# Jonas Thorsen
Jonas Søndberg Thorsen (* 19. April 1990 in Skæring) ist ein dänischer Fußballspieler. Er steht seit September 2024 beim heimischen Drittligisten Aarhus Fremad unter Vertrag. 

## Karriere

### Verein
Thorsen begann mit dem Fußballspielen bei Hjørtshøj-Egå IF und wechselte später zu Aarhus GF. Im Sommer 2009 unterschrieb er bei Viborg FF seinen ersten Vertrag für einen Profiverein und lief am 6. September 2009 beim 1:0-Sieg am fünften Spieltag der Zweitliga-Saison 2009/10 gegen Lyngby BK im Herrenbereich auf. In seiner ersten Saison im Herrenbereich absolvierte er 24 Einsätze und belegte mit Viborg FF in der dänischen Zweitklassigkeit den siebten Tabellenplatz. Nach einem elften und einem vierten Platz gelang in der Spielzeit 2012/13 mit Zweitligameisterschaft der Aufstieg in die Superliga. In dieser kam er zu 18 Einsätzen und stieg mit Viborg FF zum Ende der Saison 2013/14 umgehend wieder in die zweite Liga ab; 2015 stiegen die Viborger erneut in die Superliga auf. Im ersten Jahr nach dem Wiederaufstieg gelang Thorsen der Klassenerhalt, allerdings stieg Viborg 2017 erneut aus der Superliga ab. Im Sommer 2017 wechselte Thorsen zum AC Horsens und belegte mit dem Verein in der Meisterschaftsrunde der Saison 2017/18 den letzten Tabellenplatz. 
Zur Saison 2018/19 wechselte Thorsen nach Deutschland zur in die 3. Liga abgestiegenen Eintracht Braunschweig und unterschrieb einen Vertrag bis 2020 mit einer Option auf ein weiteres Jahr. Dort konnte er sich im Mittelfeld jedoch nicht durchsetzen und kam zu lediglich 14 Ligaspielen. Zugunsten eines Wechsels zu seinem alten Klub Horsens einigten sich Verein und Spieler im Sommer 2019 auf eine Vertragsauflösung. Beim AC Horsens unterschrieb Jonas Thorsen einen Dreijahresvertrag. Nach Beendigung diesem spielte er bis zum Sommer 2024 für die beiden Zweitligisten Viborg FF und SønderjyskE Fodbold. Nach kurzer Vereinslosigkeit nahm ihn dann am 13. September 2024 Drittligist Aarhus Fremad unter Vertrag.

### Nationalmannschaft
Thorsen bestritt von 2008 bis 2009 vier Partien für die dänische U-19-Nationalmannschaft und erzielte dabei im Testspiel gegen Norwegen (1:0) den Siegtreffer. Im Juli 2009 spielte er dann noch zweimal für die dänische U-20-Auswahl beim NI Milk Cup in Nordirland.